# Cristo placa la tempesta sul lago di Tiberiade
Cristo placa la tempesta sul lago di Tiberiade  o Cristo sul mare di Galilea è un dipinto del pittore veneziano Tintoretto realizzato circa nel 1570  e conservato nella National Gallery of Art Washington negli Stati Uniti d'America.

## Descrizione e stile
Il dipinto fa riferimento all'episodio del Vangelo di San Matteo (Mt14, 22-33) raffigurante Gesù Cristo che alza una mano verso gli apostoli, che appaiono in una barca tra onde ostili in mare. È un esempio di manierismo,
uno stile artistico europeo che esaspera le proporzioni e favorisce la tensione compositiva. Questo può essere visto nelle posizioni espressive delle figure e nel colore tenue ma intenso del mare e del cielo. Inoltre la scena è stata fatta per apparire eccessivamente drammatica piuttosto che realistica. La vernice è sottile e Tintoretto utilizza la luminosità estrema intensificando l'oscurità e lo splendore. Lo splendore sembra provenire da una sorgente luminosa, compressa e diretta.